# Pandare
Ne doit pas être confondu avec Pandarée ou Pandoros.
Dans la mythologie grecque, Pandare  ou Pandaros (en grec ancien Πάνδαρος / Pándaros) est le fils de Lycaon et un célèbre archer. Il est principalement cité dans l’Iliade d'Homère.

## Mythe
Durant la guerre de Troie, il combat du côté de Troie. Pandare apparaît dans le livre IV lorsqu'Athéna, à la demande d'Héra, le pousse à décocher une flèche à Ménélas afin de briser une trêve entre les Troyens et les Achéens. Cette rupture du pacte entre les deux camps provoquera la défaite des Troyens.
Dans le Catalogue des vaisseaux du chant II de l’Iliade, Pandare est un des généraux de troupes de Troade, et on apprend au chant IV qu'il habite Zélée. Au chant V, il blesse d'une flèche Diomède, mais celui-ci le tue d'un coup de lance.
Aphrodite, Héra et Athéna élevèrent alors ses filles après sa mort. Mais alors que les trois déesses étaient allées sur l'Olympe discuter du mariage des jeunes filles, les harpies, profitant de l'absence des déesses, enlevèrent leurs protégées pour les donner aux Érinyes comme servantes (Homère, Odyssée, XX, v. 61–78)

## Source
- Homère, Iliade [détail des éditions] [lire en ligne], IV, 103-120.